# John Jeffrey (botánico)
John Jeffrey (14 de noviembre de 1826 - 1854) fue un botánico escocés y recolector de plantas en los Estados Unidos.

## Biografía
Jeffrey nació en Forneth, Parroquia de Clunie, al oeste de Blairgowrie y Rattray en el este de Perthshire, Escocia. Mientras trabajaba como jardinero del Real Jardín Botánico de Edimburgo, fue nombrado por un grupo escocés conocido como la Asociación de Oregon (establecido en 1849) para viajar a América del Norte. Allí recogió semillas y continuó los esfuerzos del botánico David Douglas (1799-1834).
Jeffrey llegó a la bahía de Hudson en agosto de 1850 y recorrió más de 1.200 millas (1930 km) por tierra para llegar al río Columbia. Luego pasó los siguientes cuatro años explorando Washington, Oregón y California, enviando sus muestras de vuelta a Escocia. En 1854 desapareció durante un viaje desde San Diego a través del desierto de Colorado. A pesar de los intentos de encontrarlo, nunca se le volvió a ver.
En aquellos momentos, Jeffrey fue criticado por los malos resultados, pero sus descubrimientos, especialmente de coníferas, fueron significativas.

## Honores

### Eponimia
- (Pinaceae) Pinus jeffreyi Balf.,[1] que descubrió cerca del Monte Shasta de California en 1852

- (Pinaceae) Tsugo-piceo-tsuga × jeffreyi (Henry) Van Campo & Gaussen[2]

- (Scrophulariaceae ) Penstemon jeffreyanus A.Murr.[3]